# Giovanni Rossignoli
Giovanni Rossignoli (Pavia, 3 de diciembre de 1882 – Pavía, 27 de junio de 1954) fue un ciclista italiano al cual denominaban Baslott. Ganó 7 carreras, entre ellas 3 etapas del Giro de Italia, en las 11 participaciones que realizó.
Es un claro ejemplo de longevidad en el mundo del deporte, puesto que el 1927, con 45 años, todavía tomó parte al Tour de Francia, en que quedó 32.º y en el Giro de Italia, en que acabó 44.º.

## Palmarés
- 1903
  - 1.º en la Carrera Gran Fondo sobre 600 km
- 1905
  - 1.º en la Milán-Turín
- 1906
  - 1.º en la Milán-Mantua
- 1907
  - 1.º en la Copa Vale de Olona
- 1909
  - Vencedor de dos etapas del Giro de Italia
- 1911
  - Vencedor de una etapa del Giro de Italia
- 1920
  - Vencedor de una etapa del Giro de Italia

### Resultados al Giro de Italia
- 1909. 3.º de la clasificación general y vencedor de dos etapas. Habría sido el ganador, con 23" de ventaja sobre el segundo clasificado si la prueba se hubiera contado por tiempo y no por puntos
- 1911. 2.º de la clasificación general y vencedor de una etapa
- 1912. 3.º de la clasificación general, corriendo con el equipo Gerbi
- 1920. 9.º de la clasificación general. Vencedor de una etapa
- 1921. 9.º de la clasificación general
- 1923. 18.º de la clasificación general
- 1924. 8.º de la clasificación general
- 1925. 19.º de la clasificación general
- 1926. 17.º de la clasificación general
- 1927. 44.º de la clasificación general

### Resultados al Tour de Francia
- 1904. Abandona (1.ª etapa)
- 1908. 10.º de la clasificación general
- 1909. Abandona (2.ª etapa)
- 1923. 29.º de la clasificación general
- 1924. 31.º de la clasificación general
- 1925. 19.º de la clasificación general
- 1926. 21.º de la clasificación general
- 1927. 32.º de la clasificación general